# Peer Kluge
Peer Kluge (Frankenberg, 22 novembre 1980) è un ex calciatore tedesco.

## Carriera
Nativo della Sassonia, crebbe nelle giovanili del Chemnitz ed esordì in prima squadra in Zweite Bundesliga nel 1999. Nel 2001 passò al Borussia Mönchengladbach. Nel 2002-2003 guadagnò un posto da titolare e sorprese favorevolmente per duttilità, corsa e tecnica, tanto da meritare la convocazione nella Nazionale B tedesca. Tra le file del Gladbach rimase fino al 2007, anno del trasferimento al Norimberga.
Il 4 gennaio 2010 passa allo Schalke 04 firmando un contratto di tre anni e mezzo. Nella sessione estiva di calciomercato del 2012 si accasa all'Hertha Berlino in Zweite Bundesliga.

## Palmarès

### Club

#### Competizioni nazionali
- 3. Liga: 1

Arminia Bielefeld: 2014-2015
- Coppa di Germania: 1

Schalke 04: 2010-2011
- Supercoppa di Germania: 1

Schalke 04: 2011
- Campionato tedesco di seconda divisione: 1

Hertha Berlino: 2012-2013